# Ținutul Ceangăiesc

Harta zonelor în care sunt prezenți ceangăii, fie ca minoritate sau majoritate.
Negru: ceangăii din vestul Moldovei. Verde: ceangăii din jurul Pasului Ghimeș-Palanca.
Roșu: ceangăii din Șapte Sate.
Ceangăii din Dobrogea de Nord nu sunt afișați pe această hartă.

Ținutul Ceangăiesc, menționat alternativ ca Țara Ceangăilor sau Ceangăimea, (în maghiară Csángóföld) este numele dat regiunii din vestul Moldovei (la rândul său o regiune a României), unde trăiesc majoritatea ceangăilor, un mic subgrup al maghiarilor. Ținutul Ceagăiesc este situat aproape de Carpații Orientali, pe valea râului Siret, în apropierea orașelor Roman și Bacău. Poate fi definit și ca partea din județul Bacău unde trăiește o minoritate etnică maghiară.
Ceangăii, cu toate că trăiesc în mare parte în Moldova, se găsesc și în Transilvania, mai exact în două zone. Acestea sunt: zona din jurul Pasului Ghimeș-Palanca și așa-numitele Șapte Sate. În plus, există un sat ceangăiesc și în Dobrogea de Nord: satul Oituz din județul Constanța. Ceangăii vorbesc un dialect maghiar, împărțit în trei grupuri: ceangăiesc de nord, ceangăiesc de sud și secuiesc moldovean. Consiliul Europei a susținut în anul 2001 că numărul de vorbitori ai acestui dialect ar fi de 60.000–70.000 de persoane. Cu toate acestea, la recensământul populației din 2011, doar 4208 (0,68%) și 829 (0,13%) dintre locuitorii județului Bacău s-au declarat maghiari, respectiv ceangăi.
Ceangăii trăiesc în apropierea unui subgrup mult mai mare de maghiari, secuii, care sunt situați în regiunea Transilvania din partea de est a Munților Carpați. Aceștia au o regiune care poartă numele lor, Ținutul Secuiesc, împărțită în mare parte între județele românești Covasna, Harghita și Mureș. Secuii s-au străduit să obțină un statut de autonomie pentru Ținutul Secuiesc. Nu este cazul ceangăilor, care nu au făcut nicio cerere în acest sens.